# Pentagenia
Pentagenia es un género de insectos efemerópteros de la familia Ephemeridae. Hay dos especies, una recientemente extinta, en el Neártico.
Prefieren sustratos arcillosos compactos. También habitan arroyos de corrientes rápidas. Usan los dientes maxilares para excavar madrigueras.

## Especies
- †Pentagenia robusta McDunnough, 1926 i c g
- Pentagenia vittigera (Walsh, 1862) i c g b

Data sources: i = ITIS, c = Catalogue of Life, g = GBIF, b = Bugguide.net